# リベーラ
リベーラ（イタリア語: Ribera）は、イタリア共和国シチリア自治州アグリジェント県にある、人口約19,000人の基礎自治体（コムーネ）。

## 地理

### 位置・広がり

#### 隣接コムーネ
隣接するコムーネは以下の通り。
- ビヴォーナ
- カラモーナチ
- カルタベッロッタ
- カットーリカ・エラクレーア
- チャンチャーナ
- シャッカ

## 文化・観光
「スローシティ」加盟都市である。

## 人物

### 著名な出身者
- フランチェスコ・クリスピ（英語版） - 19世紀の政治家、イタリア王国首相。